# Unglückshäher (Gattung)
Die Unglückshäher (Perisoreus) sind eine Gattung der Rabenvögel (Corvidae). Sie umfasst drei Arten, die in Eurasien und Nordamerika beheimatet sind. Unglückshäher sind relativ kleine Vertreter der Rabenvögel und erinnern in ihrem Aussehen an Meisen, weshalb sie in der älteren Literatur auch Meisenhäher genannt werden. Sie bewohnen boreale und montane Nadelwälder und ernähren sich hauptsächlich von Samen und Insekten.
Unglückshäher zeigen wenig Scheu im Umgang mit Menschen und sind sowohl in Skandinavien als auch in Nordamerika dafür bekannt, menschliche Siedlungen und Lager aufzusuchen, um dort Nahrung zu finden. Arten der Gattung standen sowohl in Europa als auch bei den nordamerikanischen Indianern im Ruf, in verschiedener Weise Unglück zu bringen.

## Merkmale

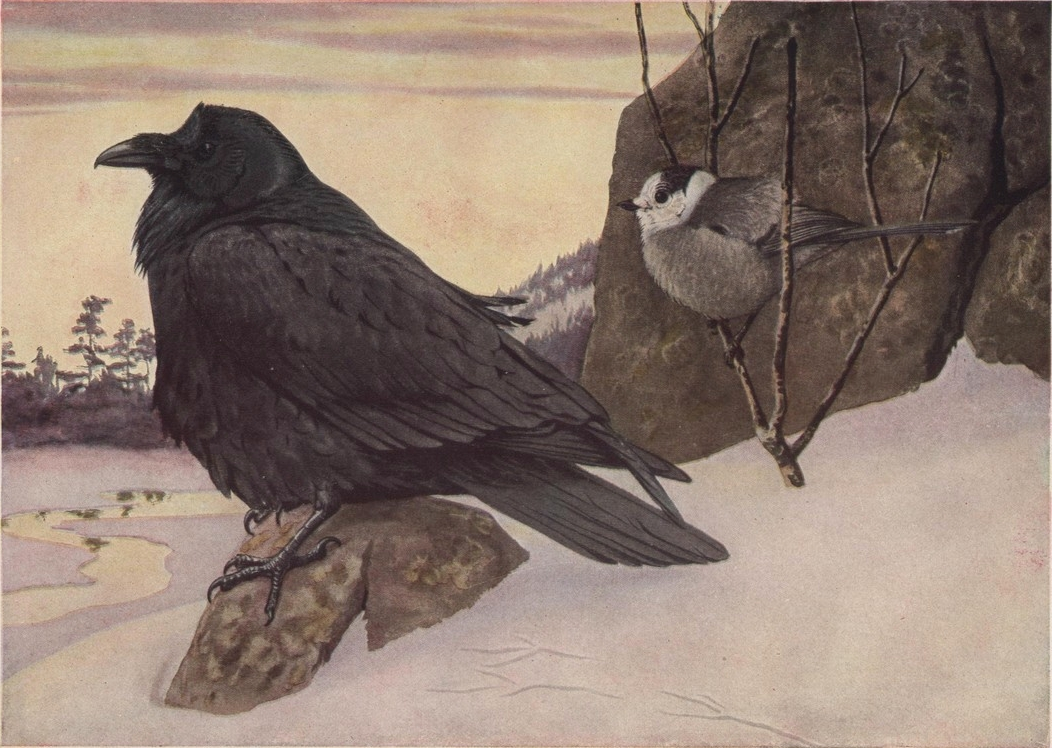
Kolkrabe (Corvus corax) und Meisenhäher im Größenvergleich

Unglückshäher sind kleine Rabenvögel, die im Aussehen Meisen ähneln. Ihr meißelförmiger Schnabel ist im Vergleich zu anderen Rabenvögeln zierlich und kurz, allerdings relativ breit.

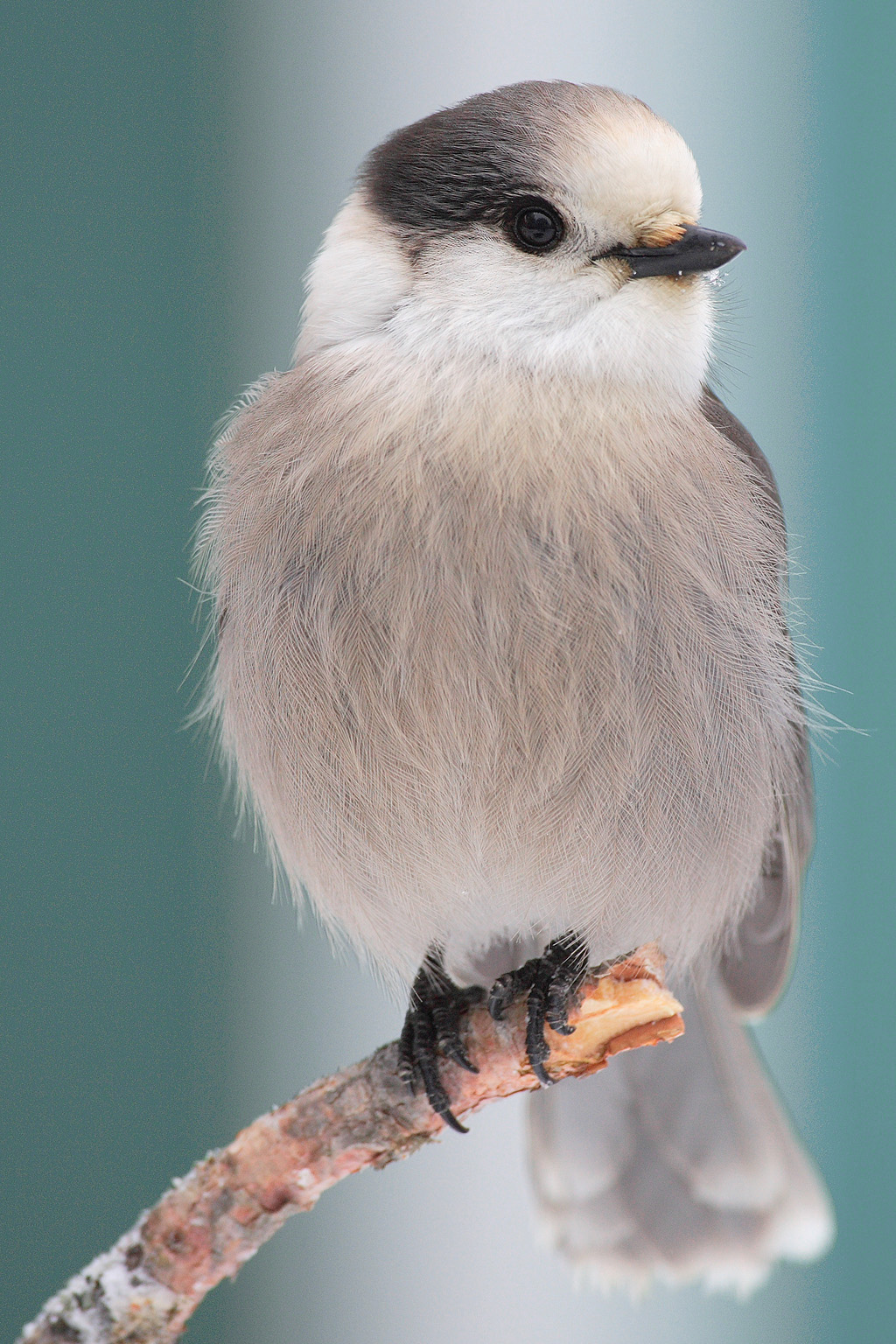
Typische Merkmale der Gattung am Beispiel des Meisenhähers: kurzer und breiter Schnabel, gerundeter Schwanz und weiches, dichtes Gefieder

Die Gefiederfarbe der Gattung bewegt sich von Schwarz über Braun und Grau bis Weiß, lediglich der Unglückshäher (P. infaustus) besitzt rötliches Schwanz-, Deck- und Unterleibsgefieder. Der Meisenhäher (P. canadensis) zeigt variable Grau-, Schwarz- und Weißtöne. Der Sichuanhäher (P. internigrans) ähnelt im Gefieder dem Unglückshäher, ist aber dunkler und hat keine roten Federn. Der Schnabel ist etwa zur Hälfte mit breiten, steifen Schnabelborsten bedeckt. Alle drei Arten haben gerundete bis leicht gestufte Schwanzfedern.
Alle drei Perisoreus-Arten verfügen über stark entwickelte sublinguale Speicheldrüsen. Sie ermöglichen den Vögeln die Produktion von besonders dickem Speichel, der bei der Lagerung von Nahrung benötigt wird.

## Verbreitung
Das Verbreitungsgebiet der Unglückshäher umfasst das boreale und kontinentale Eurasien nördlich der Steppenzone bis zur Grenze der Tundra. In Nordamerika reicht es über die bewaldeten Regionen Alaskas und Kanadas ostwärts bis Neufundland und im Süden entlang der Küste und über die Rocky Mountains. Ein Reliktvorkommen existiert mit dem Sichuanhäher (P. internigrans) am äußersten Westrand des Tibetischen Plateaus.

## Lebensraum
Unglückshäher bewohnen vorwiegend Nadelwälder in borealen und montanen Regionen, kommen aber gelegentlich auch im borealen Mischwald vor.

## Ernährung
Die Nahrung der Unglückshäher besteht vorwiegend aus Samen und Insekten, die sie im Frühjahr und Sommer in den Kronen von Nadelbäumen auflesen. Allerdings ist keine der Arten anderen Futterquellen abgeneigt, so lassen sich Meisen- und Unglückshäher beispielsweise ohne Scheu von Menschen mit Brot füttern. Die über das Jahr gesammelte Nahrung wird von den Unglückshähern mit zähem Speichel vermengt und fest in die Rindenfurchen von Bäumen geklebt. Im Herbst und im Winter zehren die Vögel vor allem von diesen Vorräten, da andere Nahrung meist nicht verfügbar ist.

## Systematik und Taxonomie
Autor der Gattung Perisoreus ist Charles Lucien Bonaparte, der sie 1833 in einer Fußnote seines Katalogs der damals bekannten Tiergattungen neu aufstellte. 1840 wurde von George Robert Gray nachträglich der Meisenhäher als Typart festgelegt. Perisoreus ist aus dem Griechischen abgeleitet und bedeutet so viel wie „Ich häufe an“. Der Name bezieht sich auf das ausgeprägte Sammelverhalten der Unglückshäher und hat Vorrang vor dem zeitweise gebräuchlichen Synonym Cractes (Billberg, 1828).

### Äußere Systematik
Die Unglückshäher stehen relativ isoliert innerhalb der Rabenvögel. Ihr Schwestertaxon sind die Blauelstern (Cyanopica), die ehemals paläarktisch verbreitet waren und heute in zwei Reliktarealen auf der Iberischen Halbinsel und in Ostasien vorkommen. Die von Blauelstern und Unglückshähern gebildete Klade ist Ergebnis einer jüngeren Radiation. Ihr stehen die Neuwelthäher sowie die altweltlichen Arten Afrikas und der gemäßigten Paläarktis gegenüber.
|                         | \| \| Blauelstern (Cyanopica) \| \| \| \| \| \| Unglückshäher (Perisoreus) \| \| \| \| |
|                         |                                                                                        |
|                         | Neuwelthäher                                                                           |
|                         |                                                                                        |
|                         | Raben, Krähen und restliche Altweltgattungen                                           |
| Vorlage:Klade/Wartung/3 |                                                                                        |
|                         | Blauelstern (Cyanopica)                                                                |
|                         |                                                                                        |
|                         | Unglückshäher (Perisoreus)                                                             |
|                         |                                                                                        |

|  | Blauelstern (Cyanopica)    |
|  |                            |
|  | Unglückshäher (Perisoreus) |
|  |                            |

|                         | \| \| Blauelstern (Cyanopica) \| \| \| \| \| \| Unglückshäher (Perisoreus) \| \| \| \| |
|                         |                                                                                        |
|                         | Neuwelthäher                                                                           |
|                         |                                                                                        |
|                         | Raben, Krähen und restliche Altweltgattungen                                           |
| Vorlage:Klade/Wartung/3 |                                                                                        |
|                         | Blauelstern (Cyanopica)                                                                |
|                         |                                                                                        |
|                         | Unglückshäher (Perisoreus)                                                             |
|                         |                                                                                        |

|  | Blauelstern (Cyanopica)    |
|  |                            |
|  | Unglückshäher (Perisoreus) |
|  |                            |

### Innere Systematik
Die Gattung der Unglückshäher zerfällt in einen altweltlichen und einen neuweltlichen Zweig.
Der Meisenhäher (P. canadensis) steht dabei einer von Sichuanhäher (P. internigrans) und Unglückshäher (P. infaustus) gebildeten Klade gegenüber. Alt- und neuweltliche Unglückshäher trennten sich vor rund 1,5 Millionen Jahren, als die Beringstraße verlandete und eine von Nadelwäldern bewachsene Brücke nach Nordamerika bildete.
|  | \| \| Sichuanhäher (P. internigrans) \| \| \| \| \| \| Unglückshäher (P. infaustus) \| \| \| \| |
|  |                                                                                                 |
|  | Meisenhäher (P. canadensis)                                                                     |
|  |                                                                                                 |
|  | Sichuanhäher (P. internigrans)                                                                  |
|  |                                                                                                 |
|  | Unglückshäher (P. infaustus)                                                                    |
|  |                                                                                                 |

|  | Sichuanhäher (P. internigrans) |
|  |                                |
|  | Unglückshäher (P. infaustus)   |
|  |                                |